# Ministério da Infraestrutura
Das Ministério da Infraestrutura (MInfra; deutsch Ministerium für Infrastruktur oder Infrastrukturministerium) ist das zum 1. Januar 2019 neugegründete brasilianische Infrastrukturministerium. Es hat seinen Sitz in Brasília und ist zuständig für die nationale Transit- und Verkehrspolitik (Luftverkehr und Flughäfeninfrastruktur, Landverkehr mit Schienenverkehr und Straßenverkehr sowie Wasserverkehr mit Wasserstraßen und Hafeninfrastruktur).
Erster Minister im Kabinett Bolsonaro war vom 1. Januar 2019 bis 31. März 2022 Tarcísio de Freitas, der durch Marcelo Sampaio abgelöst wurde. Die Amtsbezeichnung lautet Ministro da Infraestrutura.

## Geschichte
Der Ursprung des Ministeriums geht auf das Jahr 1860 im Kaiserreich Brasilien zurück. Es hatte mehrere Namensänderungen und Wechsel der Sachzuständigkeiten. Im Allgemeinen hatte es die Aufgaben eines Verkehrsministeriums.
Patron des Ministeriums ist der 1874 zum Vizegraf geadelte Irineu Evangelista de Sousa, Visconde de Mauá (1813–1889).

### Zeitleiste
- 1860 bis 1892: Secretaria de Estado dos Negócios da Agricultura, Comércio e Obras Públicas (Staatssekretariat für Angelegenheiten der Landwirtschaft, Handel und öffentliche Arbeiten)
- 1892 bis 1906: Ministério da Indústria, Viação e Obras Públicas (Ministerium für Industrie, Wege und öffentliche Arbeiten)
- 1906 bis 1967: Ministério da Viação e Obras Públicas (Ministerium für Wege und öffentliche Arbeiten)
- 1967 bis 1990: Ministério dos Transportes (Ministerium für Verkehr)
- 1990 bis 1992: Ministério da Infraestrutura (Ministerium für Infrastruktur)
- 10. April 1992 bis 19. November 1992: Ministério dos Transportes e das Comunicações (Ministerium für Verkehr und Kommunikation)
- 19. November 1992 bis 1. Mai 2016: Ministério dos Transportes (Ministerium für Verkehr)
- 12. Mai 2016 bis 31. Dezember 2018: Ministério dos Transportes, Portos e Aviação Civil (Ministerium für Verkehr, Häfen und zivile Luftfahrt)
- Seit 1. Januar 2019 erneut: Ministério da Infraestrutura